# 临时教育审议会
臨時教育審議会成立于1984年，由日本內閣總理大臣中曾根康弘因日本對教育質素日益擔憂，學齡兒童社會問題的增加而设立。 (诸如欺凌（いじめ），校园暴力（構内暴力），拒絕回校（不登校），體罰（体罰）等)

## 引申阅读
Hood, Christopher P. . London: Routledge. 2001. ISBN 0-415-23283-X.